# اثر کر
الگو:دربارهٔ
اثر کر، همچنین اثر الکترواپتیکی درجه دوم (اثر QEO) نامیده می‌شود، که تغییر ضریب شکست ماده در پاسخ به یک میدان الکتریکی اعمال شده است. اثر کر متمایز از اثر پاکلز است. اثر پاکلز متناسب با میدان الکتریکی است اما در اثر کر شاهد تغییرات غیر خطی ضریب شکست ماده با میدان الکتریکی اعمالی هستیم. همه مواد اثر کر را از خود نشان می‌دهند. اثر کر در سال ۱۸۷۵ توسط جان کر فیزیکدان اسکاتلندی، کشف شد.
دو مورد ویژه از اثر کر معمولاً در نظر گرفته می‌شود، که عبارتند از اثر کر الکترواپتیکی یا اثر کر DC، و اثر کر اپتیکی یا اثر کر AC.

## اثر الکترواپتیکی کر
اثر کر الکترواپتیکی کر یا اثر کر DC، مورد خاصی است که یک میدان الکتریکی خارجی که به صورت آرام تغییر می‌کند برای آن به کار برده می‌شود. تحت تأثیر این، نمونه دوشکستی، که ضریب شکست‌های مختلفی برای نور قطبیده موازی یا عمود بر میدان به کار برده شده، به دست می‌آید. اختلاف در ضریب شکست، Δn، به وسیله فرمول زیر داده می‌شود:
{\displaystyle \Delta n=\lambda KE^{2},\ }
که λ طول موج نور، K ثابت کر و E قدرت میدان الکتریکی است. این اختلاف در ضریب شکست باعث می‌شود تا ماده زمانیکه نور به آن در جهت عمود بر میدان برخورد می‌کند شبیه یک صفحه موج عمل کند. اگر ماده بین دو قطبشگر خطی (عمود برهم) قرار گیرد، زمانیکه میدان الکتریکی خاموش می‌باشد هیچ نوری عبور داده نمی‌شود، درحالی‌که تقریباً همه نور برای مقدار بهینه میدان الکتریکی به کار برده شده عبور داده خواهد شد. مقادیر بالای ثابت کر، اجازه عبور کامل نور را برای یک میدان الکتریکی کوچک اعمال شده می‌دهد.
بعضی مایعات قطبی، مانند نیتروتولوئن (C۷ H۷ NO۲ ) و نیتروبنزن (C۶ H۵ NO۲ ) ثابت‌های کر خیلی بزرگی را نمایش می‌دهند. اگر یک سلول شیشه‌ای با یکی از این مایعات پر شده باشد آن را سلول کر گویند.
از آنجاییکه اثر کر به تغییرات میدان خیلی سریع پاسخ می‌دهد، سلول کر مکرراً برای مدوله نور استفاده می‌شود. نور می‌تواند با این ابزارها در فرکانس‌هایی به بزرگی ۱۰ گیگاهرتز مدوله شود. به خاطر اینکه اثر کر نسبتاً ضعیف است، یک سلول کر ممکن است ولتاژهایی به بزرگی ۳۰ کیلو ولت را برای اینکه کاملاً شفاف شود، لازم داشته باشد. این متضاد با سلول پاکلز می‌باشد، که می‌توانند در ولتاژهای پایین کار بکنند. از معایب دیگر سلول‌های کر این است که بهترین مواد برای این سلول‌ها، سمی می‌باشند.
بعضی بلورهای شفاف برای مدولاسیون کر استفاده می‌شوند، اگر چه آنها ضرایب کر کوچکتری دارند. در محیطی که تقارن معکوس ندارد، اثر کر به‌طور کلی به وسیله اثر پاکلز بسیار قوی تری پوشانده می‌شود. اثر کر هنوز وجود دارد، با این وجود، در بیشتر موارد می‌تواند به‌طور مستقل از توزیع‌های اثر پاکلز آشکارسازی شود.

## اثر کر اپتیکی
اثر کر اپتیکی یا اثر کر AC، اثری است که در آن میدان الکتریکی به علت وجود خود نور است. این باعث یک تغییر در ضریب شکست که متناسب با تابندگی مکانی نور است. این تغییر در ضریب شکست مسئول اثرات اپتیکی غیر خطی خود کانونی، مدولاسیون خود فازی و ناپایداری مدولاسیونی و نیز اساسی برای مدلاکینگ لنزهای کر می‌باشد. این اثر تنها با پرتوهای خیلی شدید، مانند پرتوهای لیزری، قابل توجه خواهد بود.

## اثر کر مگنتو اپتیکی
اثر کر مگنتو اپتیکی، پدیده‌ای است که نور از یک ماده مغناطیده که دارای یک صفحه قطبش به‌طور جزئی چرخیده می‌باشد بازتاب می‌کند. آن مشابه با اثر فارادی است که صفحه قطبش نور عبوری چرخانده می‌شود.

## نظریه

### اثر کر DC
برای یک ماده غیر خطی، قطبش الکتریکی P وابسته به میدان الکتریکیE است:
{\displaystyle \mathbf {P} =\varepsilon _{0}\chi ^{(1)}:\mathbf {E} +\varepsilon _{0}\chi ^{(2)}:\mathbf {EE} +\varepsilon _{0}\chi ^{(3)}:\mathbf {EEE} +\cdots }
که ε۰ تراوایی خلأ و χn مؤلفه مرتبه nام پذیرفتاری الکتریکی محیط است. سمبل ":" ضرب اسکالر بین ماتریس‌ها را نشان می‌دهد. ما می‌توانیم این رابطه را به صورت واضح تری بنویسیم. مؤلفه iام برای بردار P می‌تواند به صورت زیر بیان شود:
{\displaystyle P_{i}=\varepsilon _{0}\sum _{j=1}^{3}\chi _{ij}^{(1)}E_{j}+\varepsilon _{0}\sum _{j=1}^{3}\sum _{k=1}^{3}\chi _{ijk}^{(2)}E_{j}E_{k}+\varepsilon _{0}\sum _{j=1}^{3}\sum _{k=1}^{3}\sum _{l=1}^{3}\chi _{ijkl}^{(3)}E_{j}E_{k}E_{l}+\cdots }
که {\displaystyle i=1,2,3}. آن اغلب فرض می‌شود که {\displaystyle P_{1}=P_{x}}، یعنی مؤلفه موازی با قطبش x ;  {\displaystyle E_{2}=E_{y}}  و غیره.
برای یک محیط خطی، تنها عبارت اول این معادله مهم می‌باشد و قطبش به‌طور خطی با میدان الکتریکی تغییر می‌کند.
برای موادی که اثرکر در آن قابل چشم پوشی نمی‌باشد، عبارت سوم، غبارت χ۳ مهم می‌باشد، که عبارت‌های مرتبه زوج به خاطر تقارن معکوس محیط کر حذف می‌شوند. در نظر داشته باشید که میدان الکتریکی خالص E به وسیله یک موج نوری با فرکانس w به همراه یک میدان الکتریکی خارجی E۰ تولید می‌شود:
{\displaystyle \mathbf {E} =\mathbf {E} _{0}+\mathbf {E} _{\omega }\cos(\omega t),}
که Eω بردار دامنه موج می‌باشد.
ترکیب این دو معادله یک عبارت پیچیده برای P می‌سازد. برای اثر کر DC، ما می‌توانیم از همه عبارت‌ها به غیر از عبارت‌های خطی و مرتبه سوم  {\displaystyle \chi ^{(3)}|\mathbf {E} _{0}|^{2}\mathbf {E} _{\omega }}  چشم پوشی کنیم:
{\displaystyle \mathbf {P} \simeq \varepsilon _{0}\left(\chi ^{(1)}+3\chi ^{(3)}|\mathbf {E} _{0}|^{2}\right)\mathbf {E} _{\omega }\cos(\omega t),}
که مشابه با رابطه خطی بین قطبش و میدان الکتریکی یک موج به اضافه یک عبارت پذیرفتاری غیر خطی متناسب مجذور دامنه میدان خارجی می‌باشد.
برای محیط غیر متقارن (مثلاً مایعات) این تغییر در پذیرفتاری القا شده یک تغییر در ضریب شکست در جهت میدان الکتریکی به وجود می‌آورد:
{\displaystyle \Delta n=\lambda _{0}K|\mathbf {E} _{0}|^{2},}
که λ۰ طول موج خلأ و K ثابت کر برای محیط می‌باشد. میدان اعمالی در محیط، در جهت میدان دو شکستی القا می‌کند. یک سلول کر با یک میدان عرضی می‌تواند به عنوان یک صفحه موج قابل سوئیچ عمل کند، که صفحه قطبش یک موجی که از داخل آن عبور می‌کند را می‌چرخاند. در ترکیب با قطبشگرها، آن می‌تواند به عنوان یک شاتر یا مدولاتور استفاده شود.
مقادیر K وابسته به محیط می‌باشد که برای آب از مرتبه‌ای در حدود منفی ۱۴ و برای نیتروبنزن از مرتبه منفی ۱۲ است.
برای بلورها، پذیرفتاری محیط به‌طور کلی یک تانسور خواهد بود و اثر کر یک تغییر شکلی در این تانسور می‌دهد.

### اثر کر AC
در اثر کر اپتیکی یا AC، یک پرتو شدید نور در محیط می‌تواند میدان الکتریکی مدوله کننده را فراهم می‌کند، بدون نیاز به اینکه یک میدان خارجی به کار رود. در این مورد میدان الکتریکی به صورت زیر است:
{\displaystyle \mathbf {E} =\mathbf {E} _{\omega }\cos(\omega t),}
که Eω دامنه موج می‌باشد.
ترکیب این با معادله قطبش و برداشتن تنها عبارت‌های خطی و عبارت‌های شامل χ(۳)|Eω|۳:
{\displaystyle \mathbf {P} \simeq \varepsilon _{0}\left(\chi ^{(1)}+{\frac {3}{4}}\chi ^{(3)}|\mathbf {E} _{\omega }|^{2}\right)\mathbf {E} _{\omega }\cos(\omega t).}
مثل قبل این یک پذیرفتاری خطی با عبارت غیر خطی اضافی می‌باشد:
{\displaystyle \chi =\chi _{\mathrm {LIN} }+\chi _{\mathrm {NL} }=\chi ^{(1)}+{\frac {3\chi ^{(3)}}{4}}|\mathbf {E} _{\omega }|^{2},}
از آنجاییکه
{\displaystyle n=(1+\chi )^{1/2}=\left(1+\chi _{\mathrm {LIN} }+\chi _{\mathrm {NL} }\right)^{1/2}\simeq n_{0}\left(1+{\frac {1}{2{n_{0}}^{2}}}\chi _{\mathrm {NL} }\right)}
که n ۰=(۱+χLIN)۱/۲ ضریب شکست خطی است. با استفاده از یک بسط تیلور برای χNL <<n ۰۲، این یک شدت وابسته به ضریب شکست را می‌دهد:
{\displaystyle n=n_{0}+{\frac {3\chi ^{(3)}}{8n_{0}}}|\mathbf {E} _{\omega }|^{2}=n_{0}+n_{2}I}
که n۲ ضریب شکست غیرخطی مرتبه دوم است و I شدت موج می‌باشد. مقادیر n ۲ نسبتاً کوچک برای بیشتر موارد می‌باشد،
برای شیشه‌ها نوعاً از مرتبه منفی ۲۰ است؛ بنابراین شدت‌های پرتو (مانند آنچه که لیزرها تولید می‌شود) برای تولید تغییرات قابل توجه در ضریب شکست از طریق اثر کر AC ضروری هستند.
اثر کر اپتیکی خودش را به صورت مدولاسیون خودفازی، فاز خودالقایی و انتقال فرکانس یک پالس نوری زمانیکه آن از میان یک محیط حرکت می‌کند نشان می‌دهد. این فرایند، در امتداد پراکندگی می‌تواند سالیتون‌های اپتیکی را تولید کند.
از نظر فضایی، یک پرتو شدید نور در یک محیط، یک تغییر در ضریب شکست محیط را تولید خواهد کرد که الگوی شدت عرضی پرتو را تقلید خواهد کرد. برای نمونه، یک پرتو گوسی در نتیجه یک پروفایل ضریب شکست گوسین، شبیه به لنزهای با ضریب شکست متغیر می‌باشد. این باعث می‌شود تا چرتو خودش را متمرکز کند که این پدیده، خود کانونی نامیده می‌شود.